# 巴尔河畔贝尔维尔和沙蒂永
巴爾河畔贝尔维尔和沙蒂永（法語：Belleville-et-Châtillon-sur-Bar，法語發音：[bɛlvil e ʃatijɔ̃ syʁ baʁ]）是法国大東部大區阿登省的一个市镇，属于武济耶区。该市镇于1974年由原市镇巴尔河畔贝尔维尔（Belleville-sur-Bar）和巴尔河畔沙蒂永（Châtillon-sur-Bar）合并而成。

## 地理
巴尔河畔贝尔维尔和沙蒂永（49°26'47"N, 4°49'42"E）面积21.21 平方千米，位于法国大東部大區阿登省，该省份为法国北部内陆省份，西接埃纳省，南至马恩省，东临默兹省，北与比利时接壤。
与巴尔河畔贝尔维尔和沙蒂永接壤的市镇（或旧市镇、城区）包括：小阿尔穆瓦斯、欧特、布尔特欧布瓦、巴尔河畔布略勒、热尔蒙、努瓦尔瓦勒、卡特尔尚、托日、拜龙埃塞桑维龙、塔奈-勒蒙迪约。

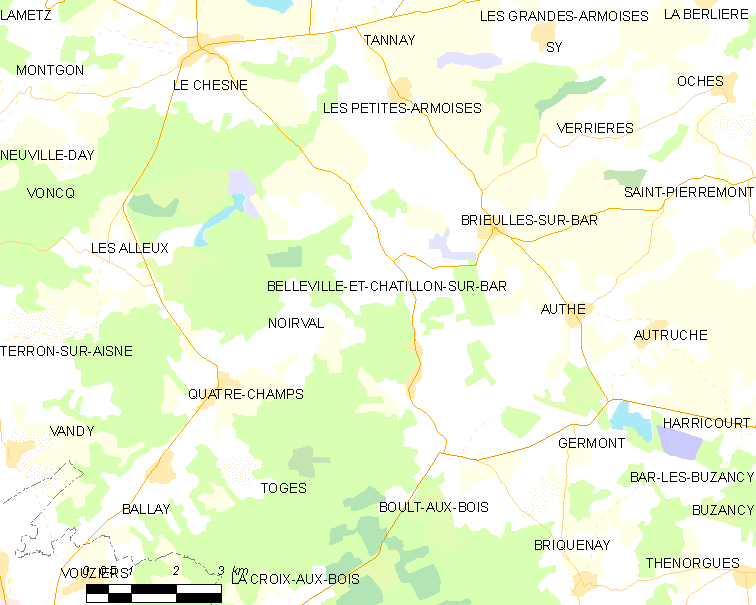
巴尔河畔贝尔维尔和沙蒂永的OSM定位图

巴尔河畔贝尔维尔和沙蒂永的时区为UTC+01:00、UTC+02:00（夏令时）。

## 行政
巴尔河畔贝尔维尔和沙蒂永的邮政编码为08240，INSEE市镇编码为08057。

## 政治
巴尔河畔贝尔维尔和沙蒂永所属的省级选区为武济耶县。

## 人口

1962-2008年间巴尔河畔贝尔维尔和沙蒂永人口变化图示

巴尔河畔贝尔维尔和沙蒂永于2022年1月1日时的人口数量为241人。